# Dècada del 180 aC

## Esdeveniments
- Fi de la guerra entre l'Imperi Selèucida i Roma

## Personatges destacats
- Antíoc III el Gran, rei selèucida (223 aC-187 aC)
- Seleuc IV Filopàtor, rei selèucida (187 aC-175 aC)
- Filip V, rei de Macedònia (221 aC-179 aC)